# 拉沙·塔拉哈泽
拉沙·塔拉哈泽（1993年10月2日—），格鲁吉亚男子举重运动员。他曾代表格鲁吉亚参加2016年、2020年和2024年夏季奥林匹克运动会举重比赛，获得三枚金牌，均来自男子超重量级项目。